# Цикъл на бум и спад
Тази статия е за периоди на бърз растеж, които водят до увеличаване на инвестициите и на консумацията, и които са последвани от внезапни спадове и колапс в икономическата активност. За по-общо описание на флуктуациите в икономическата активност виж бизнес цикъл.
Цикълът на бум и спад в икономиката се характеризира от продължително увеличение на няколко икономически индикатора, последвано от остро и бързо свиване. Обикновено бумът е предизвикан от бърза експанзия на кредита към частния сектор, съпроводена с увеличение на цените на комодитите, увеличено търсене на определени продукти/стоки и индексът на фондовия пазар.  В резултат има увеличение на броя на работните места, както и на заплатите и доходите. Следвайки фазата на бума, цените на активите се свива и възниква критично положение в кредита, при което достъпът до финансовите възможности са рязко редуцирани под нивата, наблюдавани в нормално време. Развиването на фазата на спада носи особено голяма редукция в инвестирането и спад в консумацията, от което може да последва икономическа рецесия.
В някои случаи много високите нива в определени страни на частното кредитиране и съответно задлъжнялост е съпроводено от банкови кризи, което предшества икономическия спад. 